# Philippe de Broca
Philippe de Broca (Paris, 15 de março de 1933 — Neuilly-sur-Seine, 26 de novembro de 2004) foi um cineasta francês.

## Biografia
Nascido Philippe Claude Alex de Broca de Ferrussac, ele estudou na École technique de photographie et de cinématographie (ETPC). Iniciou sua carreira como assistente de Claude Chabrol e François Truffaut e fazendo documentários na Africa, antes de começar sua carreira própria.
De Broca era um especialista no cinema de aventura, comédia popular e filmes de época. Dizia que "gostava, principalmente, de fazer rir" e admitia "ver a vida apenas sob seu aspecto cômico".
Filmou com os grandes atores franceses, tais como Jean-Paul Belmondo, Yves Montand, Jean-Pierre Cassel, Philippe Noiret, Catherine Deneuve e Daniel Auteuil.
Philippe de Broca era casado com Michelle de Broca, com quem fundou a produtora Fildebroc.  Ele tem duas filhas, Chloé e Jade, com Michelle;  e um filho Alexandre, com Marthe Keller.
Por mais de 30 anos, ele viveu na vila de Vert, no departamento de Yvelines, a oeste de Paris, onde gostava muito de cuidar de seu jardim.  Ele sentiu uma forte ligação com a Bretanha desde a infância, tendo seu avô pintor vivido lá, além de gostar do barco.  Ele escolheu ser enterrado no cemitério de Sauzon, em Belle-Ile. Faleceu vítima de câncer.

## Carreira
- Les Jeux de l'amour (1959)
- Le farceur (1960)
- Les Sept Péchés capitaux (1961), sketches
- L'amant de cinq jours (1961)
- Les veinards (1962), sketches
- Cartouche (1962)
- Un monsieur de compagnie (1964)
- L'homme de Rio (1964)
- Les tribulations d'un chinois en Chine (1965)
- Le Roi de cœur (1966)
- Le plus vieux métier du monde (O amor através dos séculos) (1967),sketches
- Le diable par la queue (1968)
- Les caprices de Marie (1969)
- La Poudre d'escampette (1971)
- Le magnifique (O Magnífico) (1973)
- L'incorrigible (1975)
- Julie pot de colle (1977)
- Tendre poulet (1977)
- Le cavaleur (O Homem que Amava as Mulheres) (1978)
- On a volé la cuisse de Jupiter (1980)
- Psi (1980)
- L'africain (1983)
- La gitane (A Cigana) (1986)
- Chouans! (1987)
- Les mille et une nuits (1990)
- Les clés du paradis (1991)
- Le bossu (O corcunda)1997)
- Amazone (2000)
- Beau masque (2003)
- Vipère au poing (De Víbora em Punho) (2004)